# La Forêt des aventures
La Forêt des aventures est un roman pour enfants co-écrit par Maurice Leblanc et André de Maricourt.
Il est d'abord paru sous le titre Peau d’Âne et Don Quichotte en 39 feuilletons dans Le Gaulois, entre le 23 octobre 1927 et le 30 décembre 1927,.
En 1932, il est édité, en un volume in-8, chez Delagrave, sous 2 formes, en ouvrage broché (BNF 32418958) et relié, illustré par Roger Broders.

## Annonce
Dans la publicité parue dans Le Gaulois, le 21 octobre 1927, le roman est décrit ainsi :
« Peau d'Âne et Don Quichotte est l'histoire de deux enfants qui, passant du rêve à la réalité, font sous nos yeux l'apprentissage de la vie et nous conduisent doucement à la sagesse. »